# Stefan Aigner
Stefan Aigner (* 20. August 1987 in München) ist ein ehemaliger deutscher Fußballspieler und heutiger -trainer.

## Karriere

### Jugend in München
1991 begann Aigner an der Grünwalder Straße in München mit dem Fußballspielen. Bis 2006 durchlief er alle Nachwuchsmannschaften des TSV 1860 München. Nach der A-Jugend schloss er sich dem Zweitligisten Wacker Burghausen an.

### Wacker Burghausen
Dort kam er am 11. August 2006 bei ersten Saisonspiel gegen den Karlsruher SC zu seinem ersten Profieinsatz. In der gesamten Spielzeit 2006/07 kam er in 28 Ligaspielen zum Einsatz, er erzielte dabei fünf Tore. Darüber hinaus spielte er dreimal im DFB-Pokal und erzielte ein Tor.

### Arminia Bielefeld
Nach dem Abstieg des SV Wacker Burghausen wechselte er im Sommer 2007 nach Bielefeld. Dort spielte er aber vorerst nur in der zweiten Mannschaft in der Oberliga. Am 14. September 2008 kam er schließlich im Spiel beim VfL Bochum zu seinem ersten Bundesligaeinsatz. Bis zum Winter wurde Aigner insgesamt fünfmal eingewechselt, kam dabei auf 33 Minuten Spielzeit. In der Zweitvertretung der Arminia kam er von Sommer 2007 bis zur Winterpause 2008/09 24-mal zum Einsatz, dabei erzielte er zwei Tore.

### Rückkehr zum TSV 1860 München
Im Januar 2009 kehrte Aigner zu 1860 München zurück, deren Anhänger er seit seiner Kindheit ist. Er selbst bezeichnet sich als „Fan auf dem Platz“. In der Spielzeit 2009/10 war er mit acht Toren vor den Stürmern Benjamin Lauth und Peniel Mlapa der interne Torschützenkönig. Nach Saisonende wurde er von den Fans des TSV 1860 München zum Löwen der Saison gewählt.
Im August 2010 zeigte der VfB Stuttgart Interesse an der Verpflichtung Aigners, der aber weiter in München blieb. Am 23. Oktober erlitt er im Spiel gegen Arminia Bielefeld einen Riss des Syndesmosebandes und fiel damit mehrere Wochen lang aus. In der Rückrunde kam er in allen Spielen zum Einsatz, insgesamt lief er in der Spielzeit 2010/11 27-mal für den TSV auf und war dabei an zehn Toren beteiligt. Bis zur Winterpause der Spielzeit 2011/12 kam er in 20 von 21 Pflichtspielen zum Einsatz, er schoss dabei sieben Tore und bereitete sieben weitere vor.
Im Januar 2012 erklärte Aigner, seinen am Saisonende auslaufenden Vertrag nicht mehr verlängern zu wollen. Als ausschlaggebend nannte er öffentlich ausgetragene Uneinigkeiten zwischen dem Präsidium des Vereins und dem Investor Hasan Ismaik. Mit elf Treffern landete er nach Ablauf der Spielzeit gemeinsam mit Benny Lauth hinter Kevin Volland auf Platz zwei der internen Torjägerliste. Insgesamt bestritt Aigner von 2009 bis 2012 für 1860 München 96 Partien in der 2. Bundesliga, in denen er 23 Tore erzielte. Fünfmal spielte er im Pokal und erzielte zwei Treffer.

### Wechsel nach Frankfurt
Zur Saison 2012/13 verpflichtete ihn der Bundesligist Eintracht Frankfurt. Mit neun Saisontoren schnitt er hinter Alex Meier (16 Tore) als zweitbester Schütze seiner Mannschaft ab, die sich mit Platz sechs für die Play-offs um den Einzug in die Europa League qualifizierte. Sein Vertrag bei Eintracht Frankfurt lief bis 2018.

### Erneute Rückkehr zum TSV 1860 München
Im Juli 2016 kehrte Aigner erneut zum TSV 1860 München zurück, der ihn mit einem bis zum 30. Juni 2020 laufenden Vertrag ausstattete. Trainer Kosta Runjaic bestimmte ihn vor der Saison 2016/17 zum Mannschaftskapitän. Nach dem Abstieg mit den Löwen verließ Aigner den Verein nach einem Jahr wieder, da sein Vertrag nach dem Nichterhalt der Lizenz für die 3. Liga seine Gültigkeit verlor.

### Wechsel in die USA
Ende Juli 2017 wechselte Aigner in die USA zu den Colorado Rapids. Er erhielt beim MLS-Franchise aus Commerce City, Colorado einen Vertrag bis zum 31. Dezember 2020. Nach einem anfänglich guten Saisonbeginn fiel Aigner beim neuen Trainer Anthony Hudson in Ungnade und kam im Jahr 2018 nur mehr auf elf Spielminuten. Daraufhin einigte er sich mit den Colorado Rapids im Juni 2018 auf eine sofortige Beendigung des laufenden Vertrages.

### KFC Uerdingen
Zur Saison 2018/19 wechselte Aigner zum KFC Uerdingen, nachdem er bei den Krefeldern einen Dreijahresvertrag unterschrieben hatte. In 33 Ligaspielen erzielte er sechs Treffer und war zeitweise Mannschaftskapitän.

### SV Wehen Wiesbaden
Der in die 2. Bundesliga aufgestiegene SV Wehen Wiesbaden verpflichtete den Stürmer vor dem 6. Spieltag der Saison 2019/20 und stattete ihn mit einem Einjahresvertrag aus. Trotz des Abstiegs in die 3. Liga verlängerte Aigner seinen Vertrag beim SVWW um ein weiteres Jahr. Im Sommer 2021 beendete er seine aktive Spielerkarriere.

### Trainerkarriere
Nach dem Ende seiner Laufbahn als Spieler war Aigner ab Oktober 2021 zunächst in der Scoutingabteilung des SV Wehen Wiesbaden tätig. Ab August 2022 hospitierte Aigner im Trainerteam des FC Augsburg, bevor er bei den Fuggerstädtern im Juli 2023 zum Co-Trainer der U19 ernannt wurde. In der Saison 2024/25 war er Co-Trainer der U23-Mannschaft des FC Augsburg und assistierte an der Seite von Tobias Strobl.

## Privatleben
Am 29. Februar 2016 wurde Aigner Vater eines Sohnes.